# نبرد تایکندروگا
نبرد تایکندروگا یک رویارویی کوچک در قلعه کاریلون (که بعدها به قلعه تایکندروگا تغییر نام داد) در تاریخ ۲۶ و ۲۷ ژوئیه ۱۷۵۹، در طول جنگ فرانسویان و سرخپوستان بود. یک نیروی نظامی بریتانیایی با بیش از ۱۱٬۰۰۰ نفر به فرماندهی ژنرال سر جفری آمهرست توپخانه خود را به ارتفاعات بالای قلعه، که توسط یک پادگان ۴۰۰ نفری فرانسوی به فرماندهی سرتیپ فرانسوا-شارل دو بورلاماک دفاع می‌شد، منتقل کرد.
به جای دفاع از دژ، فرمانده د بورلامک که تحت دستورهای ژنرال لویی-ژوزف دو مونتکام و فرماندار فرانسه نو، مارکی دو وودرویل، عمل می‌کرد، نیروهای خود را به عقب کشید و قصد داشت دژ را منفجر کند. اگرچه انبار باروت دژ نابود شد، اما دیوارهای آن به‌طور جدی آسیب ندیدند. سپس بریتانیایی‌ها دژ را تصرف کرده و آن را به نام تایکندروگا نامیدند. آنها بهبودهای زیادی در منطقه ایجاد کردند و شروع به ساخت ناوگانی برای انجام عملیات نظامی در دریاچه چمپلین نمودند.
تاکتیک‌های فرانسوی کافی بودند تا ارتش امهرست را از پیوستن به جیمز وولف در نبرد دشت‌های آبراهام بازدارند. با این حال، این تاکتیک‌ها ۳۰۰۰ نفر از نیروهای خودشان را هم مشغول کرد که نتوانستند در دفاع از کبک کمک کنند. تصرف دژی که پیش‌تر یک سال قبل یک ارتش بزرگ بریتانیایی را عقب رانده بود، به چیزی که بریتانیایی‌ها آن را «سال شگفت‌انگیز» ۱۷۵۹ نامیدند، کمک کرد.

## پیشینه
جنگ فرانسویان و سرخپوستان که در سال ۱۷۵۴ بر سر اختلافات ارضی در مناطق غربی پنسیلوانیا و شمال ایالت نیویورک آغاز شد، سرانجام در سال ۱۷۵۸ پس از رشته‌ای از شکست‌ها در سال‌های ۱۷۵۶ و ۱۷۵۷ جنگ به نفع بریتانیایی‌ها تغییر کرد. بریتانیایی‌ها موفق شدند پیروزی در محاصره لوئیزبرگ (۱۷۵۸) و نبرد قلعه فرانتناک را در سال ۱۷۵۸ به دست آورند. تنها پیروزی مهم فرانسوی‌ها در سال ۱۷۵۸ زمانی بود که یک ارتش بزرگ بریتانیایی به فرماندهی جیمز ابرکرومبی توسط ارتش کوچکتری از فرانسوی‌ها در نبرد کاریلون شکست خورد. در زمستان پس از آن، فرماندهان فرانسوی بیشتر پادگان را از قلعه کاریلون (که توسط بریتانیایی‌ها قلعه تایکندروگا نامیده می‌شد) برای دفاع از شهر کبک، مونترال و قلعه‌های تحت کنترل فرانسوی‌ها در دریاچه‌های بزرگ و رودخانه سن‌لورانعقب کشیدند. کارایلون که در نزدیکی انتهای جنوبی دریاچه چمپلین واقع شده، حتی پیش از آنکه ساموئل دو شامپلن در سال ۱۶۰۹ به آن برسد، اهمیت استراتژیکی داشت و به مسیر بارکش کلیدی بین چمپلین و دریاچه جورج در مسیر اصلی سفر میان دره رودخانه هادسون و رودخانه سن‌لورانس قرار داشت. با آغاز جنگ، این منطقه به بخشی از مرز بین استان نیویورک و استان کانادا فرانسه تبدیل شد، و بریتانیایی‌ها در نبرد دریاچه جورج (۱۷۵۵) پیشروی‌های بیشتر فرانسوی‌ها به سمت جنوب را متوقف کردند. با این حال، قلعه در موقعیتی دشوار بنا شد؛ فرانسوی‌ها برای ساختن آن بر روی صخره، قلعه را نسبتاً دور از دریاچه و در زیر قله‌های نزدیک قرار دادند.

### برنامه‌ریزی بریتانیایی‌ها
برای جنگ ۱۷۵۹، وزیر امور خارجه بریتانیا، ویلیام پیت، به ژنرال جفری امهرست، که در لوئیزبرگ پیروز شده بود، دستور داد تا با استفاده از قایق در دریاچه چمپلین، ارتشی را به کانادا هدایت کند، در حالی که نیروی دوم تحت فرماندهی جیمز وولف، که در لوئیزبرگ تحت فرماندهی امهرست خدمت کرده و هدفش از طریق رودخانه سن‌لورانس، دستیابی به شهر کبک بود. دستورالعمل‌هایی به فرمانداران سیزده مستعمره ارسال شد تا ۲۰٬۰۰۰ نفر از میلیشیاهای استانی را برای این ماموریت آماده کنند. حدود ۸٬۰۰۰ نفر از مردان استانی به آلبانی فرستاده شدند که از استان‌هایی همچون پنسیلوانیا و نیوجرسی تا جنوب بود. نیویورک ۳٬۰۰۰ نفر نیرو و نیوجرسی ۱٬۰۰۰ نفر نیرو فرستاد. ماساچوست ۶٬۵۰۰ نفر نیرو را جمع‌آوری کرد؛ حدود ۳٬۵۰۰ نفر به آلبانی رفتند، در حالی که باقی‌مانده به خدمت در کبک تحت فرماندهی وولف یا خدمت در نوا اسکوشیا اعزام شدند. توازن نیروهای استانی از دیگر استان‌های نیوانگلند و پنسیلوانیا آمد. هنگامی که کوئیکرهای پنسیلوانیا از فرستادن هر گونه نیرویی امتناع کردند، امهرست آنها را با تهدید به بازگرداندن نیروها از دژهای دره رودخانه اوهایو در مرز غربی استان که به‌طور منظم در معرض تهدیدات از سوی بومیان و فرانسوی‌ها قرار داشتند، مجبور به جمع‌آوری نیروها برای نبرد کرد.

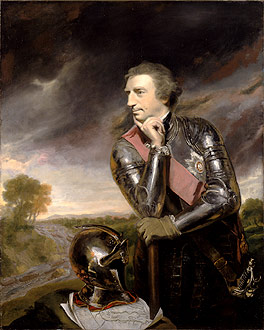
ژنرال جفری آمهرست، فرمانده بریتانیایی در این عملیات

هنگامی که آمهرست از طریق سِر ویلیام جانسون دریافت که اتحادیه ایروکوا آماده است تا از تلاش‌های بریتانیا برای بیرون راندن فرانسوی‌ها از دژهای مرزی‌شان حمایت کند، تصمیم گرفت تا نیرویی به منظور تصرف قلعه نیاگارا اعزام کند. او ۲٬۰۰۰ نفر از نیروهای استانی را از آلبانی به سمت غرب و به همراه ۳٬۰۰۰ نفر از نیروهای ارتش منظم تحت فرماندهی بریگادیر ژنرال جان پرایدیوس در ماه مه اعزام کرد. آمهرست خود و بقیه نیروهای استانی، که عمدتاً شامل مردان ماساچوست، نیوجرسی و کنتیکت بودند را به سوی شمال به فور ادوارد هدایت نمود، جایی که به ۶٬۰۰۰ نیروی منظم پیوستند. این نیروها شامل حدود ۲٬۰۰۰ نفر از هایلندرهای رویال، و همچنین هنگ‌های ۱۷، ۲۷ و ۵۳ پیاده‌نظام، هنگ ۶۰ ام و ۱۰۰ نفر از توپخانه‌ی سلطنتی بودند. علاوه بر این، ۷۰۰ نفر از رنجرهای راجرز و ۵۰۰ نفر از پیاده‌نظام سبک تحت فرماندهی توماس گیج نیز در این ترکیب نیرو قرار داشتند.

### برنامه‌ریزی فرانسوی‌ها
در سال ۱۷۵۹، استراتژیست‌های نظامی فرانسه بیشتر منابع نظامی خود را به جبهه اروپایی جنگ هفت‌ساله اختصاص دادند. در ماه فوریه، وزیر جنگ فرانسه، مارشال بل-ایل، به ژنرال لویی-ژوزف دو مونتکام که مسئول دفاع از کانادا بود، اطلاع داد که به دلیل تسلط دریایی انگلیس بر اقیانوس اطلس و خطرات مرتبط با ارسال نیروی نظامی بزرگ، هیچ حمایتی از سوی فرانسه دریافت نخواهد کرد. بل-ایل به مونکالم تأکید کرد که حفظ حداقل یک پایگاه در آمریکای شمالی ضروری است، چراکه در غیر این صورت بازپس‌گیری این سرزمین تقریباً غیرممکن خواهد بود. مونکالم پاسخ داد، مگر اینکه ما شانس غیرمنتظره‌ای داشته باشیم، یا در جای دیگری در آمریکای شمالی اقدامی گمراه‌کننده‌ای انجام دهیم، کانادا در طول دوره مبارزات آینده سقوط خواهد کرد. انگلیسی‌ها ۶۰٬۰۰۰ نیرو دارند، ما ۱۱٬۰۰۰ نفر داریم.

وظیفهٔ شما این نیست که دشمن را شکست دهید بلکه این است که شکست نخورید.

مونکالم به دو بورلاماک ۴ ژوئن ۱۷۵۹ 
مونکالم تصمیم گرفت نیروی انسانی فرانسوی را بر دفاع از مناطق اصلی کانادا متمرکز کند: مونترآل، شهر کبک و دره رودخانه سن لورنس. او ۳۰۰۰ نفر از نیروهای هنگ‌های لارن و بری را تحت فرماندهی بریگادیر ژنرال فرانسوا-شارل دو بورلاماک برای دفاع از جنوب مونترآل قرار داد، که حدود ۲۳۰۰ نفر از آن‌ها به محافظت از قلعه کاریلون اختصاص داده شدند. مونکالم (پس از تجربه خود در نبرد سال قبل) می‌دانست که این نیرو برای نگه داشتن کاریلون در برابر حمله جدی توسط نیرویی با فرماندهان نظامی کارآمد بسیار کوچک و کم است.  دستورهای مونکالم و فرماندار فرانسه نو، مارکی دو وودرویل، به بورلاماک این بود که تا حد ممکن کاریلون را حفظ کند و سپس آن را به همراه فورت سنت فردریک که در نزدیکی آن است، پیش از عقب‌نشینی به مونترآل، نابود کند.

## پیشروی بریتانیا و عقب‌نشینی فرانسه
با اینکه به ژنرال امهرست دستور داده شده بود تا نیروهای خود را در اوایل سال، حدوداً یا در تاریخ ۷ مه، در صورتی که شرایط اجازه دهد، حرکت دهد،  ارتش ۱۱٬۰۰۰ نفرهٔ امهرست تا ۲۱ ژوئیه سواحل جنوبی دریاچه جورج، نیویورک را ترک نکرد. دلایل متعددی برای این تأخیر وجود داشت. یکی از آن‌ها مسائل لجستیکی بود؛ اعزام پریدو به استحکامات اوسویگو و نیاگارا نیز از آلبانی آغاز شد؛ و دیگری، ورود آهستهٔ میلیشیای استانی بود.

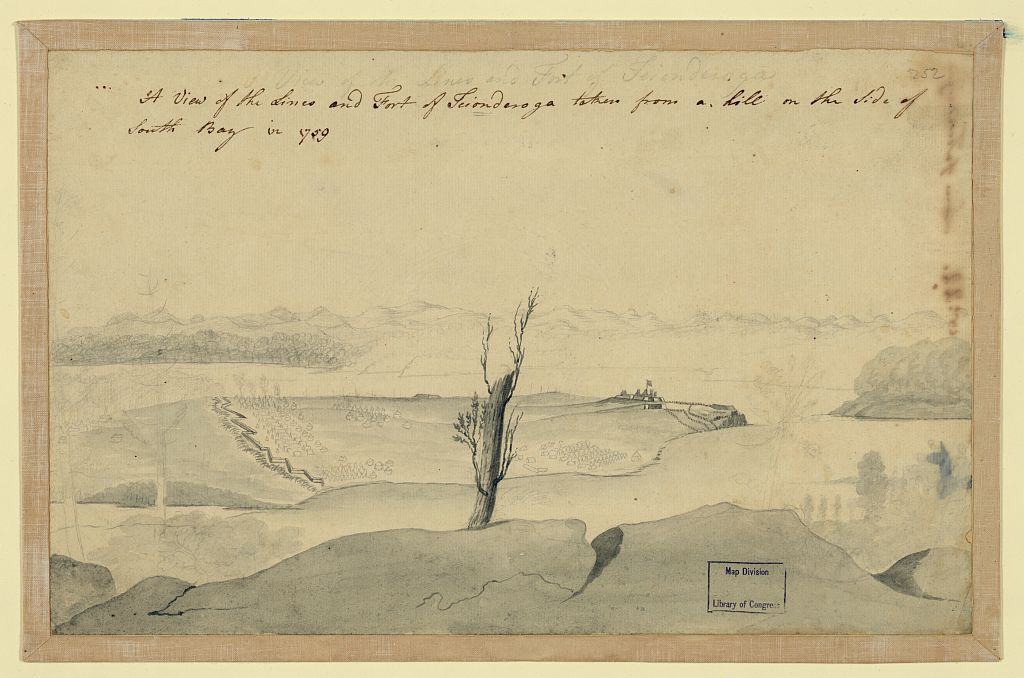
خطوط و قلعهٔ تایکندروگا که در سال ۱۷۵۹ رسم شده‌اند.

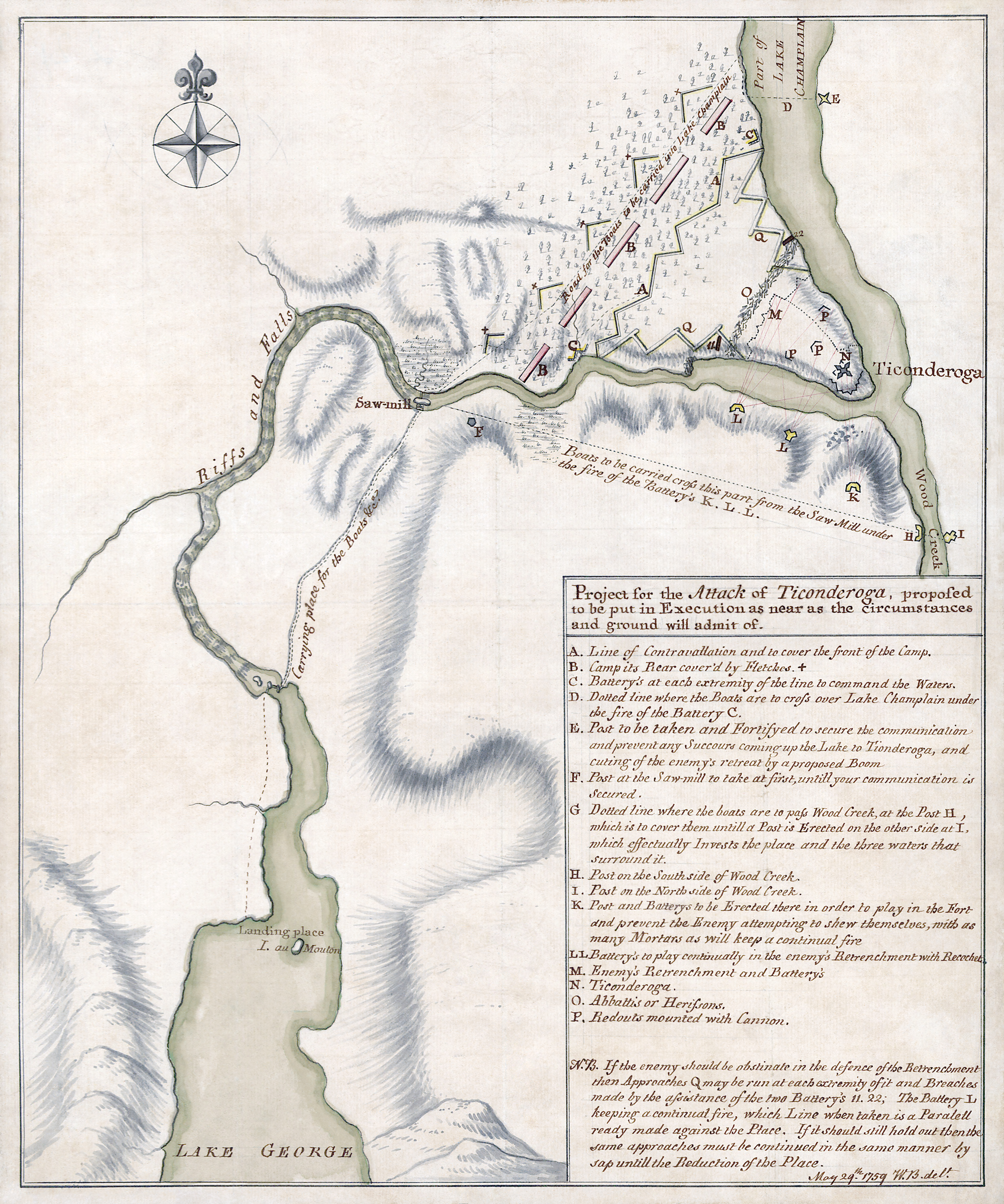
نقشهٔ دست‌نویس بازسازی‌شده برای طرح حملهٔ بریتانیا «که قرار است تا حد امکان با توجه به شرایط و زمین به اجرا درآید»، مورخ ۲۹ مه ۱۷۵۹.

 وقتی نیروهای امهرست به قلعه رسیدند و شروع به پیشروی کردند، امهرست با خوشحالی متوجه شد که فرانسوی‌ها دفاعیات بیرونی را ترک کرده‌اند. با این حال، او همچنان با احتیاط حرکت کرد و در ۲۲ ژوئیه خطوط قدیمی فرانسوی‌ها از نبرد ۱۷۵۸ را تصرف کرد، در حالی که گزارش‌هایی مبنی بر بارگیری قایق‌ها توسط فرانسوی‌ها در قلعه وجود داشت. برنامه اصلی امهرست حمله از جناح به قلعه بود تا راه فرار به قلعه سنت فردریک را برای فرانسوی‌ها مسدود کند. با این حال، در نبود مقاومت فرانسوی‌ها در خارج از قلعه، او تصمیم گرفت توجه خود را بر روی تصرف خود قلعه متمرکز کند. برای سه روز بعد، بریتانیایی‌ها سنگرهایی ساختند و خطوط محاصره‌ای را برای استقرار در مواضع نزدیک به قلعه ایجاد کردند. این کار با توجه به کمبود زمین قابل حفاری در نزدیکی قلعه، پیچیده شد و نیاز به کیسه‌های شنی برای حفاظت از سنگرها داشت. در این مدت، آتشبارهای توپخانه فرانسوی گاه‌گاهی و به شدت مواضع بریتانیایی را بمباران کردند. در ۲۵ ژوئیه، یک گروه از رنجرهای راجرز چند قایق را به دریاچه شمال قلعه فرستادند و یک مانع چوبی را که فرانسوی‌ها برای جلوگیری از حرکت کشتی‌ها به سمت شمال دریاچه قرار داده بودند، قطع کردند. تا ۲۶ ژوئیه، بریتانیایی‌ها توپخانه خود را تا فاصله ۶۰۰ فوت (۱۸۰ متر) از دیوارهای قلعه پیش کشیدند.
با آگاهی از نزدیک شدن نیروهای بریتانیایی، بورلاماک با تمامی نیروهایش به جز ۴۰۰ نفر از افراد خود به قلعه سنت فردریک عقب‌نشینی کرد. آتش توپخانهٔ این نیروی کوچک، پنج نفر را کشت و ۳۱ نفر دیگر از بریتانیایی‌های محاصره‌کننده را مجروح کرد. کاپیتان لوئیس-فیلیپ له دوسو دِهبکور، که فرماندهی قلعه را بر عهده داشت، در شب ۲۶ ژوئیه تصمیم گرفت که زمان ترک قلعه فرا رسیده است. نیروهایش توپ‌های قلعه را به سوی دیوارهای آن نشانه رفتند، مین‌ها را کار گذاشتند و خطی از باروت تا انبار بیش از حد پر شدهٔ انبار باروت ایجاد کردند. سپس فیتیله را روشن کردند و قلعه را ترک کردند، در حالی که پرچم فرانسه همچنان برافراشته بود.
بریتانیایی‌ها از طریق فرار سربازان فرانسوی از این اقدام مطلع شدند. ژنرال امهرست برای هر نیرویی که مایل بود وارد قلعه شود و فیتیله را خاموش کند، ۱۰۰ گینی پیشنهاد کرد؛ اما هیچ‌کس حاضر به قبول این پیشنهاد نشد. اواخر همان شب با صدای مهیبی کل قلعه منفجر شد. انبار باروت نابود شد و تعدادی از سازه‌های چوبی به دلیل جرقه‌های پرتاب شده آتش گرفت، اما دیوارهای قلعه آسیب چندانی ندیدند. پس از انفجار، تعدادی از نیروهای سبک گِیج به سرعت وارد قلعه شدند و پرچم فرانسه را بازیابی کردند. آتش‌سوزی در قلعه تا دو روز به‌طور کامل خاموش نشد.

## پسایند
بریتانیایی‌ها روز بعد قلعه را اشغال کردند. به دلیل عقب‌نشینی عجولانهٔ نیروهای فرانسوی از کاریلون، یکی از گروه‌های دیده‌بان فرانسوی به قلعه بازگشتند با این تصور که قلعه هنوز در دست فرانسوی‌ها است؛ و چهل نفر از آنان به اسارت بریتانیایی‌ها درآمدند.

فرانسوی‌های در حال عقب‌نشینی در ۳۱ ژوئیه قلعه سنت فردریک را تخریب کردند، که راه را برای آغاز عملیات نظامی بریتانیایی‌ها در دریاچه چمپلین باز کرد (دلیل وجود هر دو قلعه، جلوگیری از دسترسی بریتانیایی‌ها به چمپلین بود). ااما فرانسوی‌ها یک ناوگان کوچک مسلح داشتند که باید ابتدا مهار می‌شد. زمانی که برای تصرف و تعمیر دو قلعه و ساخت کشتی‌های مورد نیاز برای استفاده در دریاچه چمپلین صرف شد، نیروهای امهرست را بیشتر به تأخیر انداخت و مانع از پیوستن او به ژنرال وولف در محاصره کبک شد. امهرست که نگران بود عقب‌نشینی بورلاماک او را به دام بیندازد، ماه‌های اوت و سپتامبر را به نظارت بر ساخت یک نیروی دریایی کوچک، قلعه کراون پوینت (یک قلعه جدید در کنار خرابه‌های قلعه سنت فردریک) و راه‌های تدارکات از انگلیس نو به این منطقه می‌گذشتند.

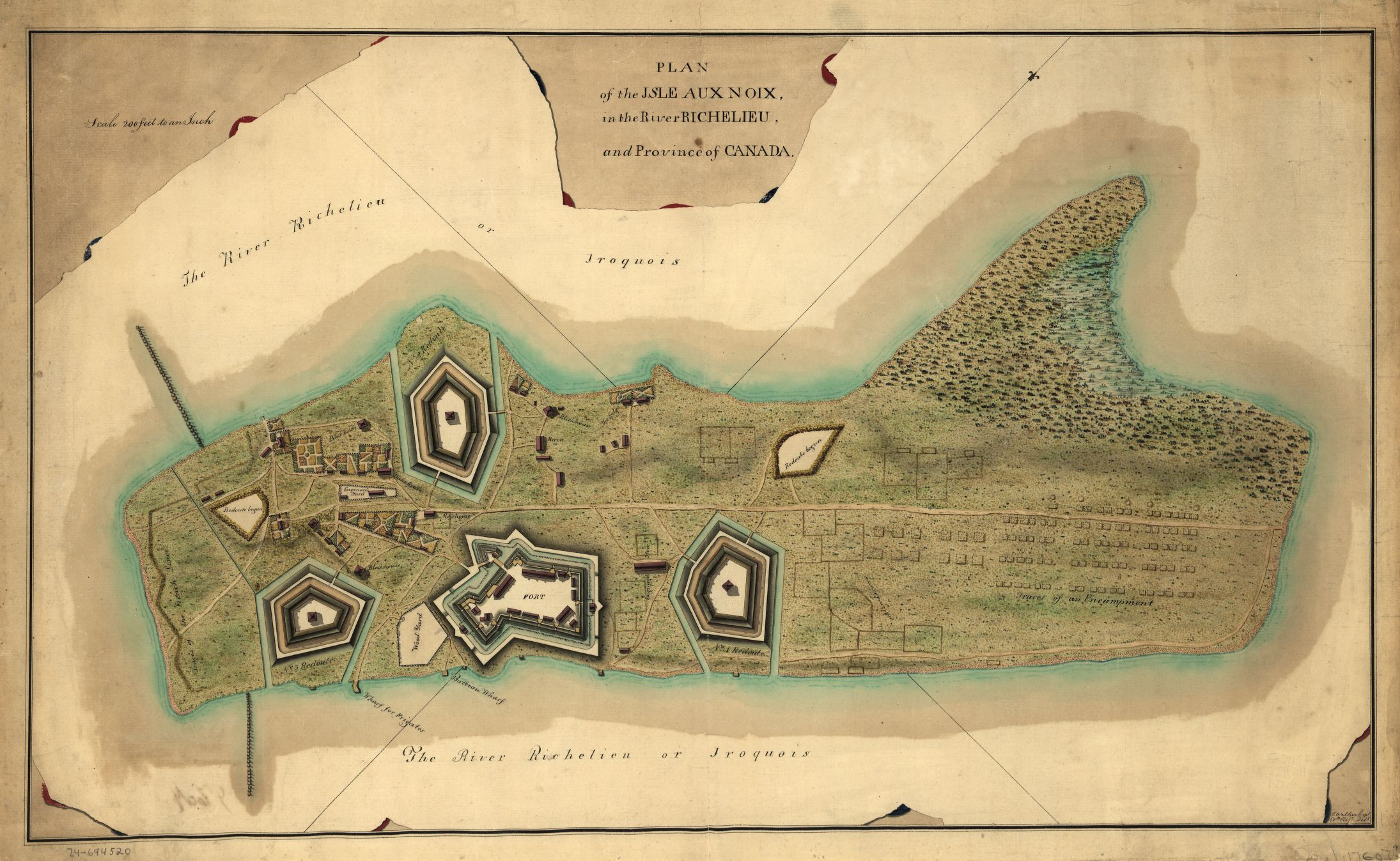
نقشه‌ای از سال ۱۷۶۰ که استحکامات بورلاماک را در ایل-او-نوکس نشان می‌دهد.

 در ۱۱ اکتبر، ارتش امهرست شروع به حرکت به سمت شمال دریاچه چمپلین برای حمله به مواضع بورلاماک در ایل-او-نوکس در رودخانه ریشلیو کرد. طی دو روز بعد، یکی از کشتی‌های فرانسوی تسخیر شد؛ فرانسوی‌ها برای جلوگیری از دستگیری کشتی‌های دیگرشان، آن‌ها را رها کرده و سوزاندند. در ۱۸ اکتبر، امهرست خبر سقوط کبک را دریافت کرد. با توجه به «ظهور زمستان» (برخی از بخش‌های دریاچه شروع به یخ زدن کرده بودند) و با توجه به نزدیک شدن به پایان دوره استخدام شبه‌نظامیان استانی تا اول نوامبر، امهرست حمله خود را لغو کرد، نیروهای شبه‌نظامی را مرخص کرد و ارتش را به قرارگاه‌های زمستانی بازگرداند.
بریتانیا به‌طور قطعی کنترل کانادا را با تسلیم مونترال در سال ۱۷۶۰ به دست آورد. قلعه کاریلون، که همیشه توسط بریتانیایی‌ها تایکندروگا نامیده می‌شد (به‌خاطر محلی که قلعه در آن قرار دارد)، تا پایان جنگ فرانسویان و سرخ‌پوستان در اختیار آنان بود. پس از آن جنگ، قلعه توسط پایگاه‌های کوچکی از سربازان نگهداری می‌شد تا اینکه در سال ۱۷۷۵، در اوایل جنگ انقلابی آمریکا، توسط شبه‌نظامیان آمریکایی تسخیر شد.